# Sigizo (kardynał)
Sigizo (zm. między 1130 a 1138) – włoski kardynał.

## Życiorys
Pochodził prawdopodobnie z Rzymu lub okolic. Liber Pontificalis wymienia go wśród uczestników papieskiej elekcji 1118, jednak najprawdopodobniej został mianowany kardynałem dopiero przez Kaliksta II w grudniu 1120; wniosek taki wypływa z jego miejsca w porządku starszeństwa, a także ze względu na inne stwierdzone błędy w relacji Liber Pontificalis. Podpisywał bulle papieskie jako kardynał prezbiter San Sisto między 7 stycznia 1121 a 24 marca 1129. W lutym 1130 roku stanął po stronie antypapieża Anakleta II i sygnował jego bullę z dnia 24 kwietnia 1130. Data jego śmierci nie jest znana, najprawdopodobniej jednak zmarł jeszcze przed zakończeniem schizmy w 1138 roku.